# بترا شتامباليجا
بترا شتامباليجا (بالكرواتية: Petra Štampalija) مواليد 23 أغسطس 1980 في شيبينيك، جمهورية يوغوسلافيا الاشتراكية الاتحادية، هي لاعبة كرة سلة كرواتية معتزلة. بدأت مسيرتها الاحترافية في سنة 2000. اعتزلت اللعب في 2013.

## المسيرة الاحترافية
لعبت مع نادي شيبينيك لكرة السلة للسيدات من سنة 2000 إلى 2002، ثم لعبت مع نادي أفينيدا لكرة السلة للسيدات في موسم 2008-2009، ثم لعبت مع نادي شيبينيك لكرة السلة للسيدات في موسم 2010-2011.

## روابط خارجية
- بترا شتامباليجا على موقع الاتحاد الدولي لكرة السلة (الإنجليزية)
- بترا شتامباليجا على موقع كرة السلة الأوروبية.كوم (الإنجليزية)
- بترا شتامباليجا على موقع بروبوليرز (الإنجليزية)